# بيرند فورستر
بيرند فورستر (بالألمانية: Bernd Förster)، لاعب كرة قدم ألماني سابق من مواليد 13 مايو 1956 .
لعب في صفوف منتخب ألمانيا لكرة القدم.

## مسيرته الكروية
لعب بيرند فورستر خلال مسيرته الاحترافية مع 4 أندية في ثلاثة عشر موسمًا وسجل خلالها 25 هدفًا ضمن 307 مباراة. ولم يفز بأي موسم بالكأس وفاز في موسم واحد بالدوري.
خاض بيرند فورستر مسيرته مع نادي بايرن ميونخ في موسم 1974–75 ولمدة موسمين، مشاركًا في 8 مباريات ولم يسجل أي هدف. ثم انتقل إلى سار 05 ساربروكن ‏ في موسم 1976–77 ولمدة موسمين، حيث شارك في 61 مباراة سجل خلالها 5 أهداف. لينتقل بعدها إلى نادي شتوتغارت في موسم 1978–79 ليلعب معه ثمانية مواسم، مشاركًا في 222 مباراة سجل خلالها 20 هدف.

## روابط خارجية
- بيرند فورستر على موقع الاتحاد الدولي (مؤرشف)  (الإنجليزية)
- بيرند فورستر على موقع قاعدة بيانات كرة القدم.إي يو (الإنجليزية)
- بيرند فورستر على موقع بيانات كرة القدم. دي إي (الألمانية)
- بيرند فورستر على موقع ناشيونال فوتبول تيمز (الإنجليزية)
- بيرند فورستر على موقع عالم كرة القدم.نت (الإنجليزية)